# チョン・ナムギュ
チョン・ナムギュ（韓国語: 정남규, 1969年4月17日 - 2009年11月22日）は、2004年1月から2006年4月まで13人の市民を殺害した韓国の連続殺人犯。

## 生涯
農家の長男として生まれるが、幼い頃から父親に暴力を振るわれると共に叔父からも性的虐待を受けていた。中学卒業後に自活しながら商業高校に通うが、高校2年になって家族ともども仁川に転居。高校在学中も先輩や同級生からのいじめを受け、学業成績も振るわず中退。兵役に服した際にも先任兵から虐待を受け、除隊後も定職に就かずたびたび窃盗や強盗・性的暴行で検挙や服役を繰り返していた。

### 連続殺人
2004年1月、京畿道富川市で小学生(11歳、10歳)を誘拐、性暴行した後殺害したのを始め、京畿道とソウル一帯（主に西南部地域）を徘徊し深夜帰宅する女性らを無差別に殺害、居住地に侵入して殺人放火を犯すなど、様々な方法で連続殺人行為を行った。
2006年4月22日に警察によって逮捕され、自白によって里門洞殺人事件の真犯人であることが明らかになった。2006年6月7日に拘束起訴され、9月21日に殺人などにより死刑宣告を受け、2007年4月12日大法院で死刑が確定しソウル拘置所に収監中だったが、2009年11月22日明朝、自身が収監されているソウル拘置所独房で首吊り自殺した。